# Musulamiak
A musulamiak ókori numídiai népcsoport, amely a Ptolemaiosz Klaudiosz által is említett miszulani néppel azonos. Kr. e. 1-ben Cossus Cornelius Lentulus Gaetulicus consul leigázta őket, de ők 17 és 24 közt vitézül harcoltak a rómaiak ellen Tacfarinas vezérsége alatt. Claudius Thevestétől nyugatra telepítette át őket. Tacitus is említést tesz róluk.